# Raysa Sánchez
Raysa Melany Sánchez Álvarez (* 6. Mai 1988 in Santo Domingo) ist eine ehemalige dominikanische Leichtathletin, die sich auf den Sprint spezialisiert hat.

## Sportliche Laufbahn
Erste internationale Erfahrungen sammelte Raysa Sánchez im Jahr 2009, als sie bei den CAC-Meisterschaften in Havanna in 54,22 s den sechsten Platz im 400-Meter-Lauf belegte und mit der dominikanischen 4-mal-400-Meter-Staffel in 3:40,40 min ebenfalls auf Rang sechs gelangte. Im Jahr darauf gewann sie bei den U23-NACAC-Meisterschaften in Miramar in 54,08 s die Bronzemedaille über 400 Meter hinter den US-Amerikanerinnen Shelise Williams und Ebony Collins und belegte mit der Staffel in 3:42,15 min den vierten Platz. Anschließend klassierte sie sich bei den Zentralamerika- und Karibikspielen (CAC) in Mayagüez mit 53,72 s auf dem sechsten Platz im Einzelbewerb und wurde im Staffelbewerb in 3:36,40 min Vierte. 2011 schied sie bei den CAC-Meisterschaften ebendort mit 54,11 s im Vorlauf über 400 Meter aus und gewann mit der Staffel in 3:34,73 min die Silbermedaille hinter dem jamaikanischen Team. Anschließend kam sie bei den Militärweltspielen in Rio de Janeiro im Vorlauf über 400 Meter nicht ins Ziel und belegte mit der 4-mal-100-Meter-Staffel in 45,62 s den sechsten Platz. Daraufhin gelangte sie bei den Panamerikanischen Spielen in Guadalajara mit 52,86 s auf den achten Platz im Einzelbewerb. Im Jahr darauf belegte sie bei den Ibero-Amerikanischen Meisterschaften in Barquisimeto in 52,94 s den vierten Platz über 400 Meter und anschließend schied sie bei den Olympischen Sommerspielen in London mit 52,47 s in der ersten Runde aus. 2013 wurde sie bei den CAC-Meisterschaften in Morelia in 54,19 s Siebte und beendete im selben Jahr ihre aktive sportliche Karriere im Alter von 25 Jahren.

## Persönliche Bestzeiten
- 400 Meter: 52,33 s, 28. April 2012 in Medellín